# Domagoj Drožđek
Domagoj Drožđek (Varaždin, 20 marzo 1996) è un calciatore croato, attaccante del Tractor.

## Caratteristiche tecniche
È un'ala sinistra.

## Carriera

### Club
Cresciuto nei settori giovanili di Dinamo Zagabria e Borussia Dortmund, ha debuttato con la seconda squadra del club tedesco il 17 ottobre 2015 disputando l'incontro di Regionalliga vinto 2-0 contro il Rödinghausen.

### Nazionale
Ha giocato nella nazionale croata Under-19.

## Statistiche
Statistiche aggiornate al 12 marzo 2020.

### Presenze e reti nei club
| Stagione        | Squadra              | Campionato      | Campionato | Campionato | Coppe nazionali | Coppe nazionali | Coppe nazionali | Coppe continentali | Coppe continentali | Coppe continentali | Altre coppe | Altre coppe | Altre coppe | Totale | Totale | Totale |
| Stagione        | Squadra              | Comp            | Pres       | Reti       | Comp            | Pres            | Reti            | Comp               | Pres               | Reti               | Comp        | Pres        | Reti        | Pres   | Reti   |        |
| --------------- | -------------------- | --------------- | ---------- | ---------- | --------------- | --------------- | --------------- | ------------------ | ------------------ | ------------------ | ----------- | ----------- | ----------- | ------ | ------ | ------ |
| 2015-2016       | Borussia Dortmund II | RL              | 12         | 0          |                 | -               | -               |                    | -                  | -                  |             | -           | -           | 12     | 0      |        |
| 2016-2017       | Varaždin             | 3.HNL           | 0          | 0          | CC              | 1               | 0               |                    | -                  | -                  |             | -           | -           | 1      | 0      |        |
| 2017-2018       | Varaždin             | 2.HNL           | 27+2       | 16+2       | CC              | 0               | 0               |                    | -                  | -                  |             | -           | -           | 29     | 18     |        |
| ago. 2018       | Varaždin             | 2.HNL           | 1          | 0          | CC              | 0               | 0               |                    | -                  | -                  |             | -           | -           | 1      | 0      |        |
| 2018-2019       | Lokomotiva Zagabria  | 1.HNL           | 23         | 2          | CC              | 2               | 0               |                    | -                  | -                  |             | -           | -           | 25     | 2      |        |
| 2019-gen. 2020  | Lokomotiva Zagabria  | 1.HNL           | 15         | 2          | CC              | 3               | 3               |                    | -                  | -                  |             | -           | -           | 18     | 5      |        |
| gen.-giu. 2020  | Varaždin             | 1.HNL           | 6          | 0          | CC              | 0               | 0               |                    | -                  | -                  |             | -           | -           | 6      | 0      |        |
| Totale carriera | Totale carriera      | Totale carriera | 86         | 22         |                 | 6               | 3               |                    | -                  | -                  |             | -           | -           | 92     | 25     |        |

## Palmarès

### Club

#### Competizioni nazionali
- Campionato iraniano: 1

Tractor: 2024-2025
- Supercoppa d'Iran: 1

Tractor: 2025

### Individuale
- Miglior giocatore della Druga hrvatska nogometna liga: 1

2017-2018
- Capocannoniere della Druga hrvatska nogometna liga: 1

2017-2018 (16 reti)